# 阿卡里瓜

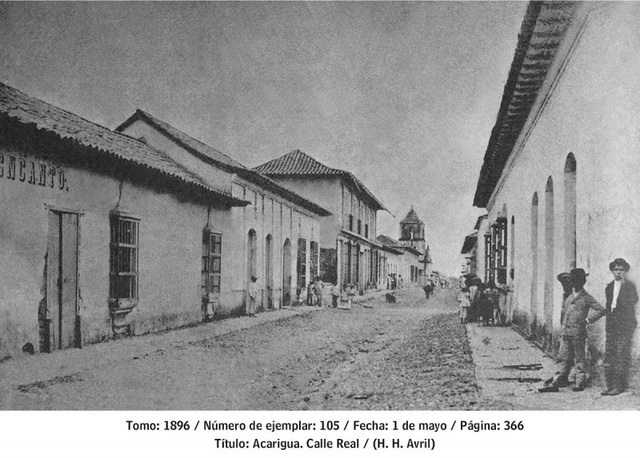
Acarigua

阿卡里瓜是委内瑞拉波图格萨州的一座城市，面积約175平方公里，建立于1620年9月29日。

## 人口
该地区人口在1990年时为116,551人，到了2008年时则已增至208,495人。